# 姫路市立朝日中学校
姫路市立朝日中学校（ひめじしりつ あさひちゅうがっこう）は、兵庫県姫路市網干区坂出にある公立中学校。

## 沿革
戦後の学制改革により姫路市が設置した新制中学校14校のうちのひとつである。1947年3月の姫路市新学制実施準備協議会の第1回会合では勝原・旭陽・余部校区に設置する「第十二中学校」の原案が示され、4月2日の第2回会合ではこれを「朝日中学校」と改めた。会合では特に校区割について紛糾し、最後に決定するという状況であった。
本校の源流として、4か村（旭陽村、勝原村、余部村、石海村）が共同で1897年（明治30年）4月1日に和久村字関ノ口458番地（現在のJR網干駅から北に進んだ、朝日山の麓の地域）に開校した組合立朝日高等小学校が認められる。この学校は1912年（明治45年）3月19日に組合が解散し各村の小学校に高等小学校が併設される形で閉校となったが、本校の中庭に当時の門柱が残り、当地には「朝日高等小学校跡」の看板が設置されている。
- 1947年（昭和22年）5月10日 - 開校式。旭陽出張所・旭陽小・勝原小・余部小の一部を間借りした。
- 1948年（昭和23年）11月7日 - 農地の拠出により坂出字三本松に校地を確保。買収によらず地元拠出にて校地を確保できたのは新制中学校14校中本校が唯一[4]。
- 1950年（昭和25年）11月1日 - 校歌制定（作詞:三村覚、作曲:岡本敏明）[5]。
- 1957年（昭和32年）5月23日 - 創立10周年記念式典挙行。
- 1996年（平成8年）5月25日 - 50周年記念行事。
- 2000年（平成12年）12月16日 - 全国大会優勝記念碑除幕式。

## 通学区域
以下の小学校の通学区域。主に網干区北部、勝原区、余部区等にまたがる姫路市南西部にあたる。
- 姫路市立勝原小学校（全域）
- 姫路市立旭陽小学校（全域）
- 姫路市立余部小学校（全域）
- 姫路市立大津茂小学校（網干区田井・勝原区宮田の全域、及び勝原区勝原町のうち市道勝原50号線以西の区域）

### 区域の様子
住宅街と田園地帯が混在するほか、東芝姫路工場とその関連会社が連なる工場地帯でもある。近年校区内で相次いで宅地開発がおこなわれている。
- 魚吹八幡神社 - 校区の大部分が氏子地区であり、秋季大祭の昼宮（10月22日）は本校は休校日となる。
- ツカザキ病院

### アクセス
- JR西日本 網干駅から南へ約1.5Km。

## 部活動

### 運動部
- 野球部
- サッカー部
- 女子バレーボール部
- バスケットボール部
- 剣道部
- 卓球部
- 陸上競技部
- 柔道部 - 全国中学校柔道大会において、2002年男子団体3位、2006年男子団体3位。
- ソフトボール部
- 水泳部

### 文化部
- 吹奏楽部
- 美術部
- 箏曲部
- ギターマンドリン部
- 華道部
- 茶道部

## 卒業生
- 巌雄謙治 - 大相撲力士、元幕内。現・山響親方
- 渕瀬真寿美 - 競歩。ロンドンオリンピック競歩代表。20km競歩の日本記録保持者。
- 齋藤涼 - 柔道選手

## 通学区域が隣接している学校
- 姫路市立網干中学校
- 姫路市立大津中学校
- 姫路市立広畑中学校
- 姫路市立夢前中学校
- 太子町立太子東中学校
- 太子町立太子西中学校
- たつの市立龍野西中学校
- たつの市立御津中学校